# Macromia viridescens
Macromia viridescens – gatunek ważki z rodziny Macromiidae.